# Christian Wilhelm Ahlwardt
Christian Wilhelm Ahlwardt (Greifswald, 23 novembre 1760 – Greifswald, 12 aprile 1830) è stato un filologo classico tedesco.

## Biografia
Era il padre dell'orientalista Wilhelm Ahlwardt (1828–1909).
Dopo aver ottenuto la sua abilitazione presso l'Università di Rostock, lavorò come insegnante nella città di Demmin (dal 1792). Nel 1795 fu nominato rettore accademico ad Anklam, seguito da un rettorato nel ginnasio di Oldenburg (dal 1797). Nel 1811 fu nominato rettore del ginnasio a Greifswald, e nel 1817 divenne professore di letteratura antica presso l'Università di Greifswald, dove rimase fino alla sua morte.

## Opere principali
- Zur Erklärung der Idyllen Theokrits, 1792.
- Kallimachos Hymnen und Epigrammen, 1794.
- Lodovico Ariosto's Satyren, 1794".
- Der Attis des Catullus, 1808.
- Die Gedichte Ossians, 1811.
- Pindari Carmina, cvm fragmentis, 1820.[1]